# Tetětice (Počenice-Tetětice)
Tetětice je východní část obce Počenice-Tetětice v okrese Kroměříž. Je zde evidováno 115 adres. Trvale zde žije 285 obyvatel.
Tetětice je také název katastrálního území o rozloze 2,79 km2.

## Název
Na vesnici bylo přeneseno původní pojmenování jejích obyvatel Tetětici odvozené od osobního jména Tetěta (ve starší podobě Teťata, jeho základem bylo obecné teta) a znamenající "Tetětovi lidé".

## Obyvatelstvo

### Struktura
Vývoj počtu obyvatel za celou obec i za jeho jednotlivé části uvádí tabulka níže, ve které se zobrazuje i příslušnost jednotlivých částí k obci či následné odtržení.
| Místní části   | Místní části  | 1869 | 1880 | 1890 | 1900 | 1910 | 1921 | 1930 | 1950 | 1961 | 1970 | 1980 | 1991 | 2001 | 2011 |
| -------------- | ------------- | ---- | ---- | ---- | ---- | ---- | ---- | ---- | ---- | ---- | ---- | ---- | ---- | ---- | ---- |
| Počet obyvatel | část Tetětice | 315  | 351  | 361  | 329  | 338  | 365  | 344  | 307  | 350  | 292  | 271  | 257  | 285  | 262  |
| Počet domů     | část Tetětice | 55   | 62   | 67   | 69   | 68   | 69   | 81   | 83   | -    | 85   | 84   | 94   | 104  | 109  |

## Fotogalerie

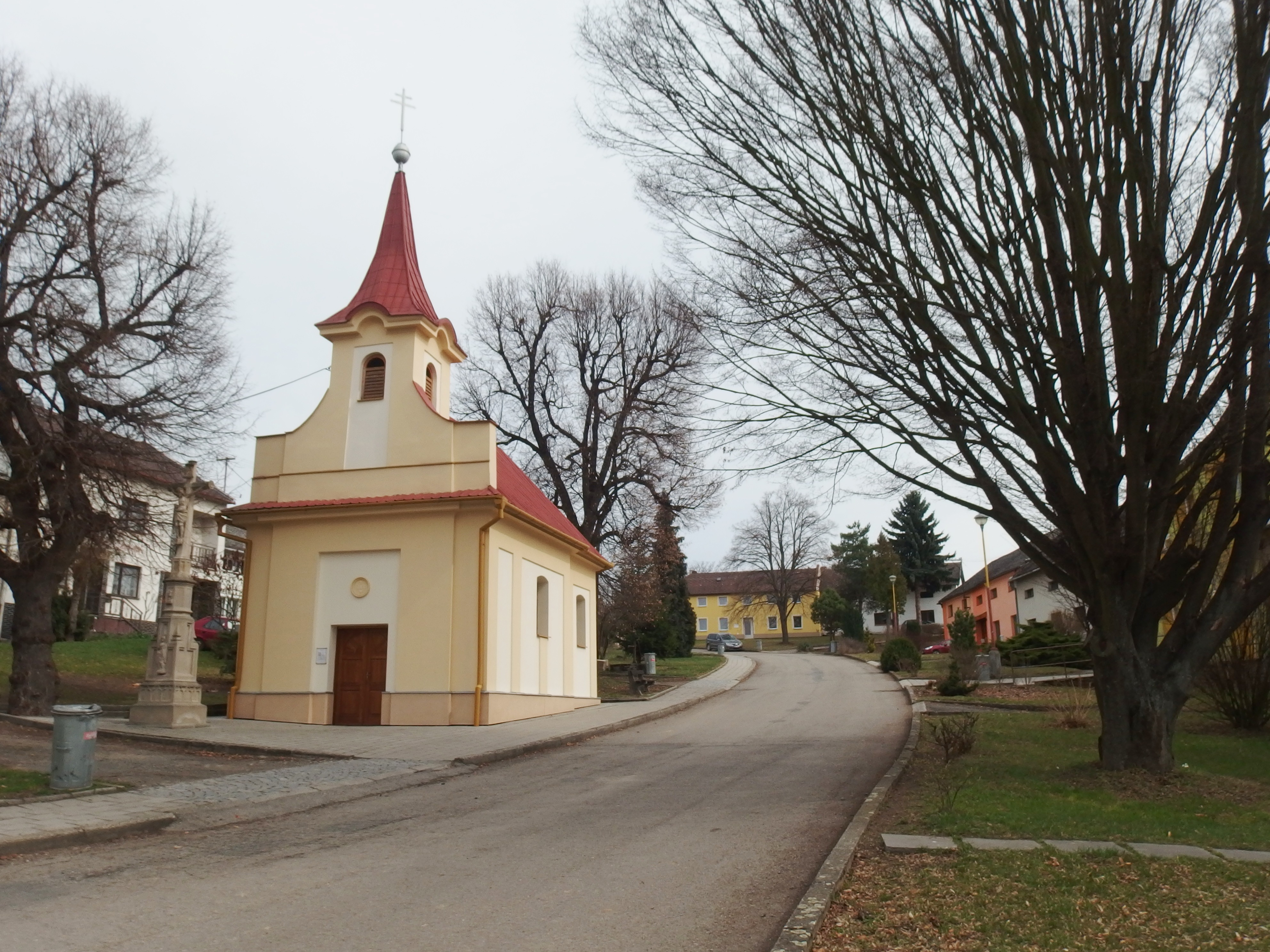
Náves s kaplí andělů strážných
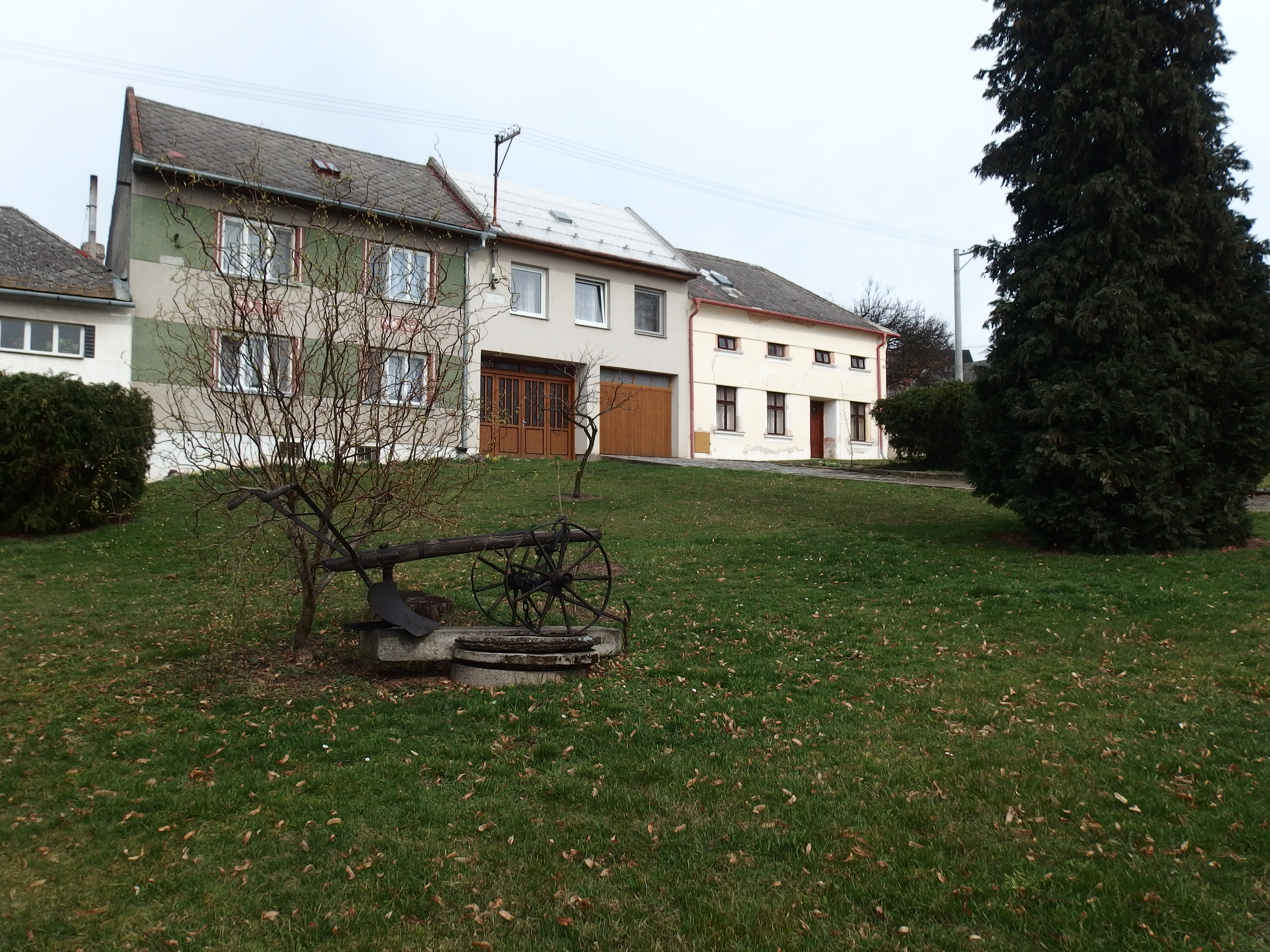
Část návsi
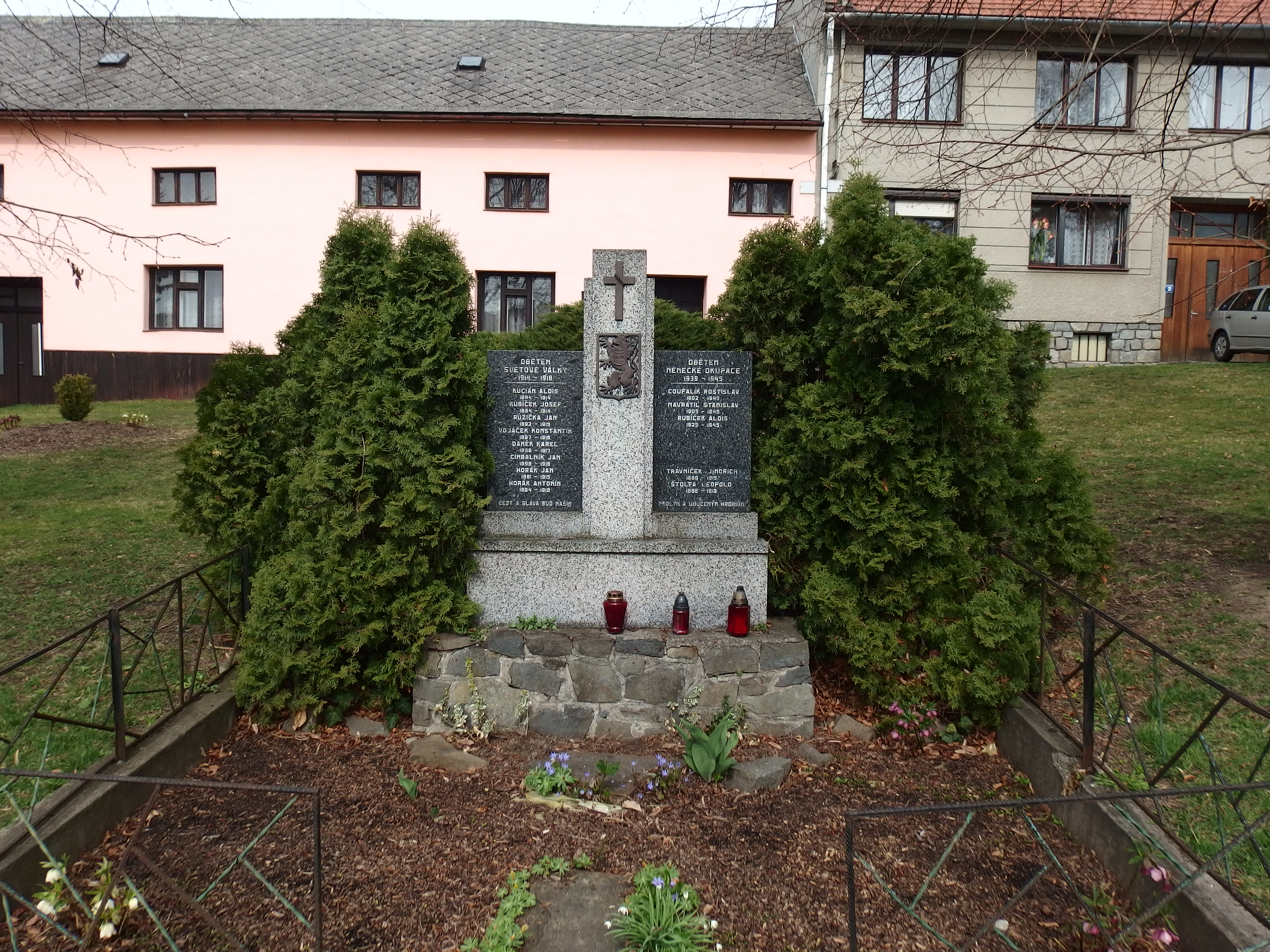
Pomník obětem světových válek
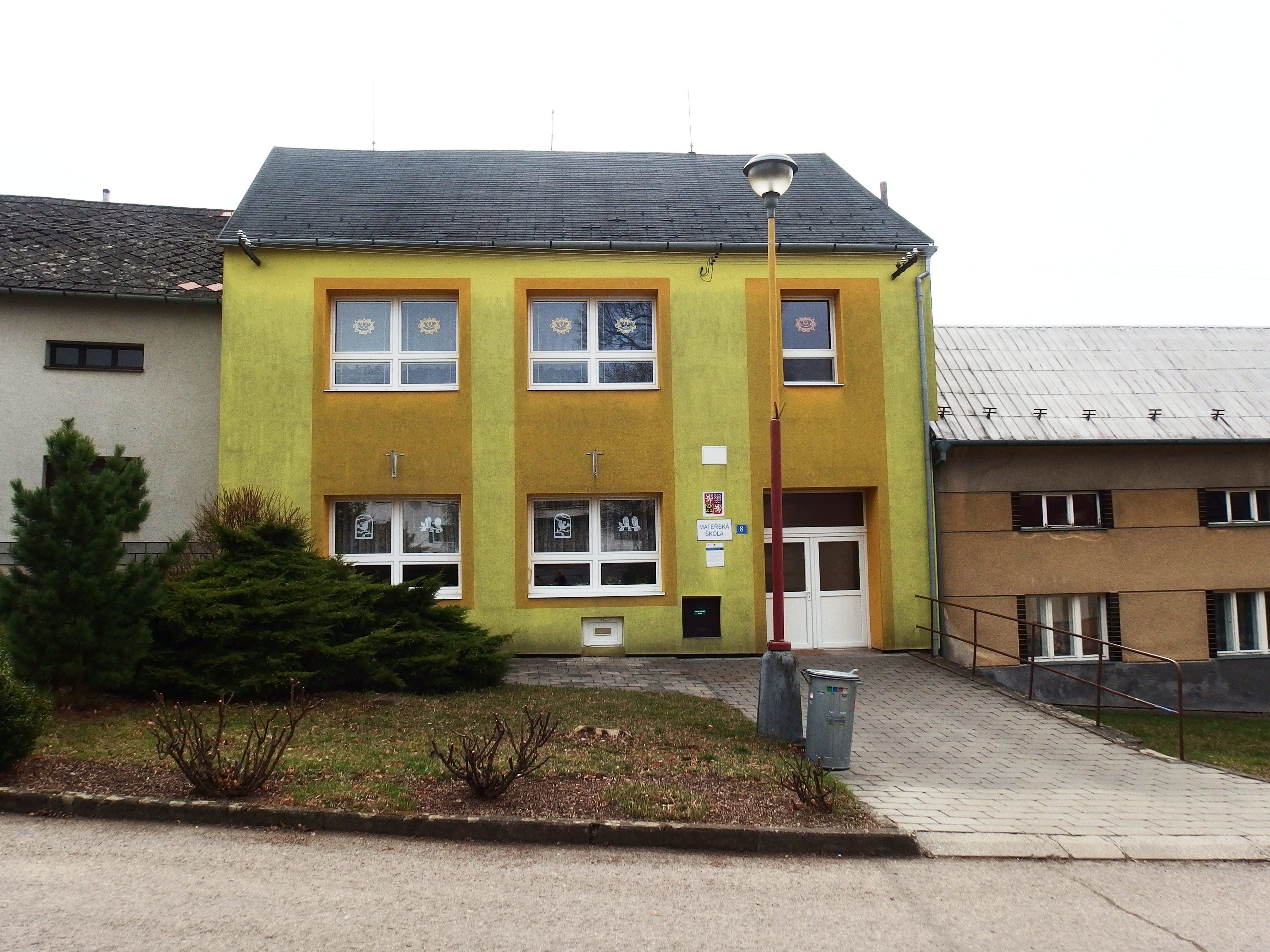
Mateřská škola